# Claudio Rodríguez (actor)
Claudio Rodríguez (La Bóveda de Toro, Zamora, 31 de agosto de 1933-4 de diciembre de 2019) fue un actor de doblaje español.

## Biografía
Nació el 31 de agosto de 1933, en el pueblo de La Bóveda de Toro (Zamora). Hijo de Rosario y Tomás, pasó su infancia entre su lugar de nacimiento y en Villaralbo.
Desde pequeño sintió ya afición por el teatro. Tras acabar los estudios de Bachillerato, se trasladó a Madrid, para estudiar la carrera de Industriales. Pero en su mente seguía presente la idea de subirse a las tablas. Tanto es así que pronto dejó los estudios, presentándose a unas pruebas que se hacían en Radio Juventud de España, donde comenzó a trabajar junto a Luis del Olmo. Estas pruebas fueron gracias a Elías Rodríguez, que fue alumno de Claudio Rodríguez, ya que Claudio trabajó como profesor particular para poder pagarse los estudios universitarios. Después de haber trabajado varios años en Radio Juventud de España, comenzó con el doblaje, al realizar una prueba, doblando a Paul Newman en la película "La ciudad frente a mí". En la primera prueba, no logró superarla adecuadamente; sin embargo, a la segunda vez que solicitó la prueba, la logró exitosamente, siendo contratado en el estudio de doblaje "Fono España". Sentía una especial admiración por actores de radio y doblaje como Teófilo Martínez, Matilde Conesa y Pedro Pablo Ayuso. Sin embargo, consideraba que su maestro en doblaje era Ángel María Baltanás.

## Doblaje en cine
Una de las primeras películas donde prestó su voz en la pantalla grande fue a un personaje en El día más largo (1962), en la que había actores como Sean Connery, John Wayne, Henry Fonda, Mel Ferrer, Richard Burton y Robert Mitchum. Después se hizo profesional del doblaje, prestando su voz a Charlton Heston en la película El tormento y el éxtasis (1965).
Con el paso del tiempo, dobló al castellano a actores como Burt Lancaster, John Wayne, Anthony Quinn, Charlton Heston, Christopher Plummer, F. Murray Abraham, Leslie Nielsen, George C. Scott, Judd Hirsch, Sean Connery, Richard Harris, Michael Gambon, Max von Sydow, Rex Harrison, Christopher Lee, Donald Sutherland, James Coburn, Martin Landau, Walter Matthau, Lee Marvin, Lee Van Cleef, y otros, convirtiéndose en adaptador de diálogos y en director de doblaje. Gracias a su buen hacer, fue requeridos en multitud de ocasiones para doblar en Barcelona. Además, durante décadas, fue una de las voces de la publicidad. Como curiosidad, su buen hacer fue reconocido por actores que él dobló, como es el caso de Charlton Heston —a quien conoció personalmente—: Le dijo que, gracias a Claudio, era conocido en España. Sean Connery también quedó sorprendido por el trabajo de Claudio doblándolo en La roca. 
Su doblaje más conocido es el de Albus Dumbledore en la saga Harry Potter, doblando a Richard Harris (1ª y 2ª adaptaciones) y Michael Gambon (3ª, 4ª, 5ª y 6ª), hasta la fecha. Otros de sus doblajes más conocidos son Amadeus (1984), doblando a F. Murray Abraham (Antonio Salieri) o Drácula, de Bram Stoker (1992), doblando a Gary Oldman (el anciano Drácula). Consideraba el doblaje de "Amadeus", el más complicado que había realizado, ya que tenía que hacer el papel de Salieri de joven y de anciano, casi en decadencia.
Su voz está en la memoria de los niños por "prestársela" a Zeus en la película de dibujos animados de Disney, Hércules, de 1997, aunque también participó en otra película infantil, Up (2009) y Frankenweenie (2012), fue la voz del Rey Tritón en todas las películas de La Sirenita y Fowler en Chicken Run (2000).

## Doblaje en televisión
Claudio Rodríguez dobló un sinfín de personajes de televisión, entre los que cabe destacar la voz de Narrador en Ruy, el pequeño Cid, Señor de Treville en D'Artacan y los tres mosqueperros, Willy Fog en La vuelta al mundo de Willy Fog, en todas sus ediciones, la voz del Capitán Jean-Luc Picard en la cuarta temporada de Star Trek: la nueva generación o el rabino Hyman Krustofsky el padre de Krusty el Payaso en uno de los capítulos de Los Simpson.

## Como actor
Con el paso del tiempo, Claudio actuó en el cine, interviniendo, por ejemplo, en La fuga de Segovia (1981) o El viaje a ninguna parte (1986), y ofreció su voz como narrador en películas como El milagro de P. Tinto (1998) o en la de José Luis Cuerda, El bosque animado (2001). 
En la pequeña pantalla le hemos podido ver en la serie Más que amigos (1997), El comisario (1998), Compañeros (1998), ¡Ala… Dina! (2000) o Manos a la obra (2000-2007). 

## Otros datos de interés
Impartió cursos de doblaje en la Comunidad de Madrid, siendo parte del equipo docente de AM Estudios desde sus comienzos, y en el País Vasco. Igualmente participó en el mundo de la publicidad y del cine documental. En 2018, recibió un "Premio Irene" y otro por parte de "AISGE" en reconocimiento a su extensa carrera en doblaje. 

## Filmografía (actor de doblaje)
- Voz de Charlton Heston en:
  - La dama marcada (1953) - Presidente Andrew Jackson (Doblaje de 1973)
  - Horizontes azules (1955) - Teniente William Clark (Doblaje de 1990)
  - Los bucaneros (1958) - General Andrew Jackson (Doblaje de 1991)
  - El tormento y el extasis (1965) - Miguel Ángel Buonarrotti
  - Mayor Dundee (1965) - Mayor Dundee
  - El planeta de los simios (1968) - George Taylor
  - Los indomables (1970) - Whippie Hoxworth
  - El asesinato de Julio César (1970) - Marco Antonio
  - Marco Antonio y Cleopatra (1972) - Marco Antonio
  - Alerta roja: Neptuno Hundido (1978) - Capitán Paul Blnachard
  - Duelo en las profundidades (1982) - Silas McGee/Ian Mcgee
  - Orson Welles: Historias de una vida en el cine (1988) - El mismo
  - Una vida dedicada al cine: Gregory Peck (1989) - El mismo
  - La isla del tesoro (1990) - Long John Silver
  - Casi un ángel (1990) - Dios
  - Crisis solar (1990) - Almirante "Skeet" Kelso
  - Más allá del límite (1995) - Juez Haden Wainwright
  - Alaska (1996) - Colin Perry
  - Camino de Santiago (1999) - Profesor Marcelo Rinaldi
  - El gafe (2000) - Él mismo

- Voz de Michael Gambon en:
  - Plunkett & Macleane (1998) - Lord Gibson
  - El dilema (1999) - Thomas Sandefur
  - Harry Potter y el prisionero de Azkaban (2004) - Albus Dumbledore
  - Harry Potter y el cáliz de fuego (2005) - Albus Dumbledore
  - Doctor Who (2005) - Kazram/Elliot Sardick
  - Harry Potter y la Orden del Fénix (2007) - Albus Dumbledore
  - Harry Potter y el misterio del príncipe (2009) - Albus Dumbledore
  - Harry Potter y las Reliquias de la Muerte: parte 1 (2010) - Albus Dumbledore
  - Harry Potter y las Reliquias de la Muerte: parte 2 (2011) - Albus Dumbledore
  - El cuarteto (2012) - Cedric Livingstone
  - Dad'S Army: El pelotón rechazado (2016) - Charles Godfrey

- Voz de Richard Harris en:
  - Experiencia mortal (1981) - Jason Ogilvy
  - El barbero de Siberia (1998) - Douglas McCraken
  - Harry Potter y la piedra filosofal (2001) - Albus Dumbledore
  - Harry Potter y la cámara secreta (2002) - Albus Dumbledore

- Voz de Sean Connery en:
  - La Roca (1996) - John Patrick Mason